# Sabine Perraud
Pour les articles homonymes, voir Perraud.
 (mai 2023).
 (juillet 2024).
Sabine Perraud, née le 13 juillet 1982, est une actrice et mannequin française.
Depuis 2012, elle collabore également avec le groupe Frenchnerd spécialisé dans les web-séries et a participé au premier long-métrage de Suricate : Les Dissociés, puis a obtenu le rôle récurrent d'Eva Dermenonville dans la série Cut ! en 2015 et 2016.

## Biographie
Sabine Perraud est née le 13 juillet 1982.

## Carrière
Elle a joué dans la série "famille d'accueil"[réf. nécessaire]
Elle tourne dans le clip de Grégory Lemarchal, Écris l'histoire, chanson de l'album Je deviens moi sortie en 2005.
En 2009, elle participe à l'enregistrement d'un titre inédit de la compilation Boris Vian 100 chansons, en duo avec Benjamin Legrand.
Elle travaille avec le collectif Frenchnerd, depuis 2012 en débutant avec Les Opérateurs.
En 2017-2018, elle rejoint brièvement le trio humoristique Les Coquettes, dans lequel elle remplace Juliette Faucon, qui vient alors de prendre un congé de maternité.
Elle forme également avec le rappeur et chanteur Géa, le groupe Odd Fam(e). Ils interprètent leur titre Curse pour la web-série Le Secret des balls réalisé par Slimane-Baptiste Berhoun.
Depuis le 2 novembre 2020, elle joue Constance Teyssier, infirmière à l'institut Auguste Armand, et femme du professeur de pâtisserie, dans la série quotidienne de TF1 Ici tout commence.

## Filmographie

### Cinéma

#### Longs métrages
- 2006 : Incontrôlable de Raffy Shart : Manon
- 2015 : Les Dissociés de Suricate : Georges
- 2022 : Les Liaisons dangereuses de Rachel Suissa : La maman de Tristan

#### Courts métrages
- 2014 : Le Sexe fort[1]
- 2016 : The Mission Square de Raphaël Descraques[2] : La duchesse Von Leyer
- 2018 : L'Idiot et le Faucon de Lucien Maine : Ola

### Télévision

#### Séries télévisées
- 2006 : Plus belle la vie : Claire Amblin
- 2009 - 2010 : Nos années pension : Zoé
- 2011 : Le jour où tout a basculé : Olivia
- 2014 : Commissaire Magellan : Louise Meurisse
- 2014 : Camping Paradis : Claire
- 2015 : Scènes de ménages : La copine d'Emma et Fabien
- 2015 - 2017 : Cut ! : Éva Dermenonville
- 2016 - 2017 : La Vengeance aux yeux clairs : Louise Lartigue
- 2017 : Tandem : Élodie
- 2018 : Le juge est une femme : Julie Verdon
- 2019 : Camping Paradis : Charlotte
- depuis 2020 : Ici tout commence : Constance Teyssier
- 2023 : Astrid et Raphaelle : Assistante sociale (saison 4, épisode 6)
- 2025 : Camping Paradis : Lydia (saison 16, épisode 3 : Grains de sable au Paradis)

#### Téléfilms
- 2008 : Roue de secours de Williams Crépin : Isa
- 2009 : Presque célèbre de Jean-Marc Thérin : Lavinia

### Web séries
- 2012 : Les Opérateurs : Fran
- 2013 : BO(&)TOX : la mère débordée
- 2014 : Le Visiteur du futur : Clothilde IV
- 2015 : La Théorie des balls : Héloïse
- 2016 : Le Secret des balls : Héloïse
- 2018 : Springdale : Ahsley

### Clip
- 2005 : Écris l'histoire de Grégory Lemarchal : la jeune fille du cinéma

## Théâtre
- 2005 : L'Autre ou le Jardin oublié d'Élie Pressmann, mise en scène Patrice Paris, Théâtre Montmartre-Galabru.
- 2009 : Hibernatus de Jean Bernard-Luc, mise en scène Nicolas Norest.
- 2010 - 2011 : Le Grand Bain de Clément Michel, mise en scène Arthur Jugnot et David Roussel, Théâtre Michel.
- 2012 - 2013 : Les Grands Moyens de Stéphane Belaïsch et Thomas Perrier, mise en scène Arthur Jugnot et David Roussel, Théâtre de la Gaîté-Montparnasse.
- 2014 : La Sanction de Jean Barbier, mise en scène Idriss Saint Martin, L'Archipel.
- 2018  -  2019 : Un truc entre nous de Clément Naslin, mise en scène par Agnès Boury à la Comédie Bastille.

### Spectacles humoristiques
- 2017-2018 : Les Coquettes